# ヘルミーナ・フォン・シェジー

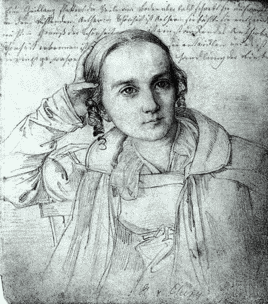
ヘルミーナの肖像（ヴィルヘルム・ヘンゼル画、1821年）

ヘルミーナ・フォン・シェジー（Helmina von Chézy、1783年1月26日 - 1856年1月28日）は、ドイツのロマン主義詩人、劇作家。1820年代にはドイツでもっとも有名な女性作家のひとりだった。現在ではウェーバーのオペラ『オイリアンテ』の台本およびシューベルトの付随音楽による『キプロスの女王ロザムンデ』（いずれも1823年初演）の作者として記憶されている。
生まれた時の名はヴィルヘルミーネ・フォン・クレンケ（Wilhelmine von Klencke）であった。

## 生涯
ヘルミーナはベルリンに生まれた。母方の祖母は詩人として有名なアンナ・ルイーザ・カルシュ（カルシン）である。ヘルミーナがまだ幼いときに両親は離婚し、祖母に育てられた。
1799年、16歳のときにハストファー男爵と結婚したが、間もなく離婚している。
ジャン・パウルの強い影響を受けて早くから文学界に入った。ジャンリス伯爵夫人 (Stéphanie Félicité, comtesse de Genlis) の招きによって1801年にパリへ行き、フランスの現状をドイツに書き送る通信員として働いた。1803年から翌年にかけてヘルミーナはフリードリヒ・シュレーゲルおよびドロテーア（この2人は1804年に結婚）とパリの同じアパートを共有していた。パリでコッタから雑誌『Französische Miscellen』を出版した（1803-1807年）。著書『ナポレオン以降のパリの生活と芸術』（Leben und Kunst in Paris seit Napoleon、2巻、1805-1807年）はナポレオンによって押収された。
1805年に東洋学者アントワーヌ＝レオナール・ド・シェジーと再婚し、ヴィルヘルムとマックスの2人の息子を生んだが、1810年に離婚してフランスを離れた。
ヘルミーナは社会慈善活動にかかわり、1813年には戦争病院で働いた。後にベルリンで戦争負傷者調査委員会(Invaliden-Prüfungs-Kommission)を誹謗した罪で告発されたが、裁判官のE.T.A.ホフマンは彼女を無罪とした。1817年に女性の恋愛遍歴を描いた小説『Emma, eine Geschichte』を著している。
1817年にドレスデン、1823年にウィーンに移り住んだ。ウィーンでもベルリンと同様の裁判沙汰を引き起こした。1830年からミュンヘンに住んだ。
1832年に元夫のシェジーが没すると、パリに赴いて1200フランの年金を得た。ヘルミーナはジュネーヴに住んだ。晩年はすでに病気でほとんど盲目になっていたが、ここで回想録を口述筆記した（『Unvergessenes』2巻として没後の1858年に出版）。1856年にジュネーヴで没した。